# 캄보디아
캄보디아 왕국(크메르어: ព្រះរាជាណាចក្រកម្ពុជា [prĕəh riə.ciə.naː.caʔ kam.pu.ciə], 영어: Kingdom of Cambodia) 또는 약칭 캄보디아(크메르어: កម្ពុជា [kɑmˈpuˈciə])는 동남아시아 인도차이나 반도에 있는 입헌 군주국이다. 태국, 라오스, 베트남과 국경을 접하며, 남서쪽에는 타이만을 끼고 있다. 국토 면적은 18만 제곱킬로미터이다.
캄보디아의 공식 종교는 상좌부 불교로, 국민의 95%가 믿는다. 캄보디아의 수도이자 최대 도시는 프놈펜으로, 정치, 문화, 경제의 중심지다. 현 총리는 2023년에 퇴임한 훈 센 전 총리의 아들인 훈 마넷으로 아버지가 총리직을 물려주었으며 2023년부터 집권을 시작했다. 현임 국왕은 노로돔 시하모니이다. 크메르 제국의 유적인 앙코르 와트와 앙코르 톰 등으로 유명하다. 주요 도시로는 프놈펜, 시엠레아프, 바탐방, 캄퐁참 등이 있다.

## 이름
나라 이름 캄보디아는 크메르 제국의 다른 이름인 '캄부자'(산스크리트어: कंबुज)에서 유래한 프랑스어 '캉보주'(Cambodge)가 영어화한 단어를 받아들였다. 원래 구한말에 이 나라의 국호를 '금변국(金邊國)'으로 불렀고, 일제강점기에 일본어식 발음인 '캄보자'(カンボジア)로 대체했었다. 1970년 이전 왕국시대에는 캄보디아로 불렀으나, 1970년 론 놀의 쿠데타로 공화국을 성립하자 국명을 크메르 공화국으로 바꾸었다. 1975년 4월 크메르 루주가 수도인 프놈펜을 함락하자, 국명을 또다시 민주 캄푸치아로 바꾸다. 4년 뒤인 1979년 베트남의 지원을 받은 헹 삼린이 캄푸치아 인민 공화국으로 바꾸었다가, 이후인 1993년에 현재의 국명으로 되돌아왔다

## 역사

### 선사 시대와 앙코르 이전 시대
고고학적 증거에 의하면 캄보디아에는 기원전 2000년~1000년대 사이에 신석기 수준의 문명을 가진 사람들이 살았다. 이들은 주로 중국 동남부에서 이주해 온 것으로 추측된다.
기원후 1세기경에는 메콩강 하류와 하구에서 농경과 어로, 목축을 통해 생활하며 조직화된 사회를 구성한 집단이 나타났으며, 이들은 인도와의 교류를 통해 종교 등의 문화를 받아들이며 인도차이나 반도에 알려진 첫 번째 국가인 푸난을 세웠다. 푸난은 1세기에서 6세기 말 경까지 번영했으며, 이후에는 메콩 강 중류에서 일어난 쩐라의 공격을 받아 위축되다가 7세기 중엽 멸망하였다.
이 시기의 쩐라는 지방 분권적인 정치체제를 유지하고 있었다. 그러나 쩐라의 왕인 자야바르만 1세가 681년 사망한 후, 쩐라는 육진랍과 수진랍의 두 개의 나라로 분리되었으며, 이후 말레이 민족과 자바인의 압박을 받아 현재의 캄보디아 지역의 국가들은 점차 속국화하였다.

### 앙코르 시대와 그 이후
9세기에 자야바르만 2세가 등장하여, 자바인들로부터의 독립을 선포하고 주변 소국들을 정복하였으며, 종래에는 앙코르를 수도로 하는 왕조를 세웠다. 이것이 크메르 제국의 시작이다. 크메르 제국은 9세기에서 13세기에 걸쳐 동남아시아의 지역 강국으로서 번영하였으며, 앙코르 와트와 같은 유적들도 이 시기의 군주들에 의해 건설되었다.
그러나 13세기 초 자야바르만 7세의 치세가 끝난 후 점차 약화되어 14세기에는 서쪽의 아유타야와 남쪽의 따웅우 왕조(현재의 미얀마), 그리고 동쪽의 베트남 사이에서 약소국으로 연명했다. 1431년에는 아유타야의 침공으로 수도 앙코르를 함락당하고 현재의 프놈펜으로 천도하기도 했으며, 18세기 말에는 베트남에서 일어난 떠이선의 난과 미얀마인의 아유타야 침공의 여파로 국토가 황폐화되기도 하였다.

### 프랑스 식민화
1863년 노로돔 왕이 프랑스와 보호 조약을 체결하며 캄보디아에는 프랑스의 보호령이 수립되었다. 프랑스 보호령은 1953년까지 계속되었는데, 제2차 세계 대전 중인 1941년부터 1945년 8월까지는 일시적으로 일본군의 점령 하에 있었다. 1874년에서 1962년 사이 캄보디아의 총 인구는 약 946,000명에서 570만 명까지 증가했다. 보호령 시기 동안 프랑스는 왕위 계승에 개입하였다. 1904년 노로돔 왕이 서거한 이후 그 형제인 시와소스를 왕위에 앉혔고, 1941년에는 비교적 어린 나이의 노로돔 시아누크를 왕위에 오르게 하였다.

### 독립 이후
1954년 프랑스 공동체 내의 자치국으로 독립했지만, 1970년 왕정이 폐지되고 크메르 공화국이 들어선 이후 정치 혼란이 격화되어 캄보디아 내전이 일어났다. 베트남 전쟁 등의 영향 중에 1975년 내전에서 캄보디아의 군벌 폴 포트(본명 살로트 사르)가 이끄는 무장 공산주의 단체 크메르 루주(Khmer Rouge: 붉은 크메르)가 승리하여 정권을 잡았고, 이후 민주 캄푸치아라는 공산정권이 들어선다.
킬링필드라는 별칭으로도 알려진 캄보디아 집단학살은 1975년에서 1978년 사이, 민주 캄푸치아 집권 시기에 크메르 루주 정권에 의해 저질러진 대규모의 조직적 학살을 말한다. 원리주의적 공산주의 단체인 크메르 루주는 3년 7개월간 전체 인구 700만 명 중 1/3에 해당하는 200만 명에 가까운 국민들을 강제노역으로 몰어놓거나 학살하였다.
1978년 국경분쟁을 계기로 베트남이 캄보디아로 전면 침공을 감행하여 캄보디아 국토 대부분을 점령하고 크메르 루주 정권을 전복하였고, 이후 캄보디아 지역에 친베트남 괴뢰 정권인 캄푸치아 인민공화국을 세웠다. 이를 인정하지 않은 크메르 루주는 국경 지대에서 다시 세력을 규합하고 내전을 지속하였다. 1989년 이후 베트남군이 철군하였고, 1991년에는 파리 평화협정이 체결됨으로써 내전이 공식적으로 종결되고 캄보디아는 유엔 캄보디아 과도 통치기구(UNTAC)의 임시 관리하에 놓이게 되었다.

### 캄보디아 왕국
1993년에는 망명해 있던 국왕 노로돔 시아누크를 다시 불러오고 보통선거를 통해 정체를 입헌군주제로, 국명을 캄보디아 왕국으로 바꾸었다. 이후 총리 훈 센에 의한 쿠데타가 한 차례 있었지만, 1993년 이후로 정치는 대체로 안정되어 왔다. 2004년 10월 14일 퇴위한 국왕 노로돔 시아누크 뒤를 이어 그 아들 노로돔 시하모니가 왕위에 올랐다.

## 자연 환경

### 지리
캄보디아는 181,035 제곱 킬로미터의 면적을 가지고 있다. 북서쪽으로는 태국과 800 킬로미터, 북동쪽으로는 라오스와 541 킬로미터를 접경하고, 1,228 킬로미터를 동쪽과 남동쪽으로 베트남과 맞닿아 있다. 타이만을 따라서 443 킬로미터의 해안선이 있다.

### 기후

캄보디아의 쾨펜의 기후 구분 지도

캄보디아의 기후는 동남아시아 대부분 지역과 마찬가지로 몬순의 영향을.
캄보디아의 기온 범위는 21 ~ 35°C이며, 열대 몬순의 영향을 받는다. 5월부터 10월까지 남서 몬순이 태국만과 인도양에서 습기를 머금은 바람을 내륙으로 불어오게 하며, 11월부터 4월까지는 북동 몬순이 불어 건기가 지속된다. 강수량이 가장 많은 시기는 9월에서 10월이며, 1월에서 2월이 가장 건조한 시기이다.
국제 개발 연구 센터와 유엔에 따르면, 캄보디아는 필리핀과 함께 동남아시아에서 기후 변화에 가장 취약한 국가로 평가된다. 캄보디아의 거의 모든 지역이 캄보디아의 기후 변화의 영향을 받고 있으며, 특히 해안 지역의 농촌 인구가 큰 위험에 처해 있다. 깨끗한 물 부족, 극심한 홍수, 산사태, 해수면 상승, 태풍과 같은 기후 변화의 영향이 주요 우려 사항으로 지적된다. 또한 기후 변화는 최근 몇 년간 톤레삽 호수의 수위, 생태계 및 생산성에 심각한 영향을 미쳐 캄보디아 인구의 식량 안보와 농업에도 영향을 미치고 있다.
캄보디아는 두 개의 뚜렷한 계절이 있다. 5월에서 10월까지 지속되는 우기에는 기온이 22°C 까지 내려가며 습도가 높아진다. 건기는 11월부터 4월까지 지속되며, 특히 4월에는 기온이 40°C 까지 상승할 수 있다. 2001년과 2002년에 대규모 홍수가 발생했으며, 거의 매년 일정 수준의 홍수가 발생하고 있다. 또한 2020년 태평양 태풍 시즌 동안 캄보디아의 17개 주가 심각한 홍수 피해를 입었다.

### 행정 구역
캄보디아는 25개 주(ខេត្ត, khaet)와 4개 지방 자치체로 구성되어 있다.

## 정치와 정부

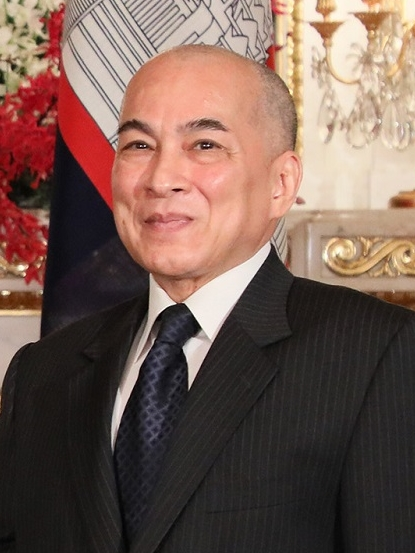
노로돔 시하모니 캄보디아 현 국왕

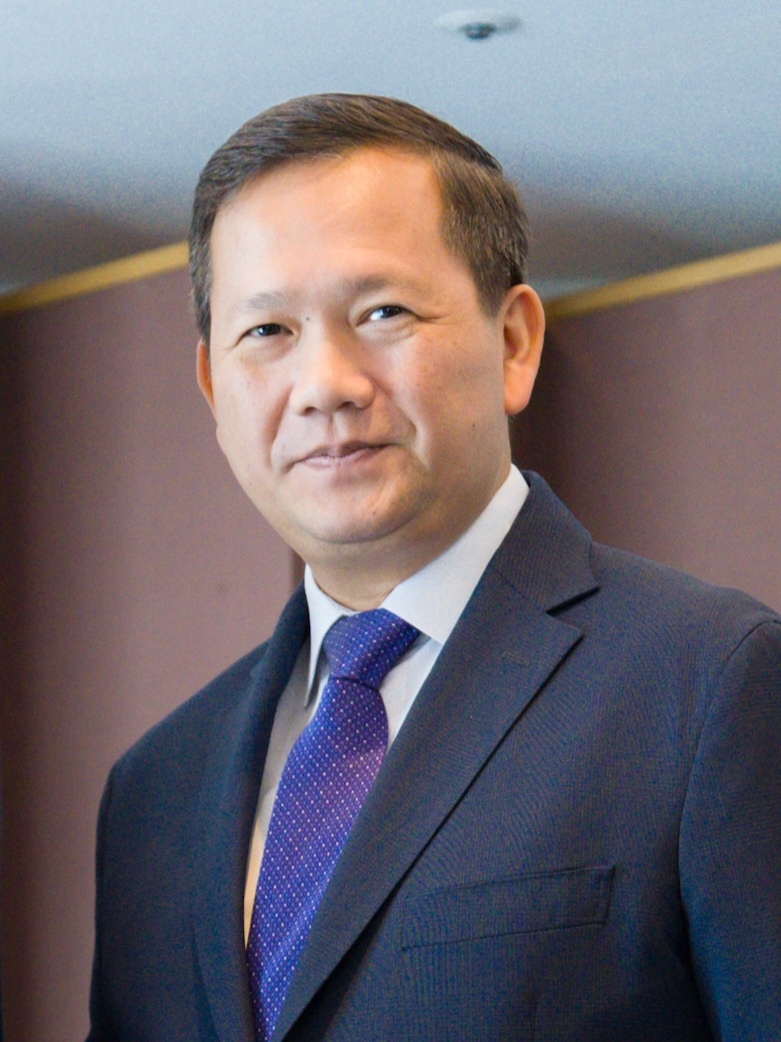
훈 마넷 캄보디아 현 총리

캄보디아의 정치는 1993년에 제정한 헌법에 따라 의회가 운영하는 입헌군주제를 따른다. 캄보디아 총리는 의회의 수반이고, 국왕은 국가의 수반으로 다당제의 형태의 정당을 운영한다. 총리는 국회의 승인을 받아 국왕이 임명하며, 총리는 집행부(행정부)의 권력을 행사한다. 입법권은 집행부와 상,하원 양 의회에 있다.
2004년 10월 14일, 1주일 전 갑작스런 노로돔 시아누크 국왕의 퇴위로, 노로돔 시하모니 국왕을 왕위 선발 위원회에서 선택하였다. 시아누크 국왕의 간택은 훈센 총리와 국회 의장인 노로돔 라나리드 왕자가 승인하여 계승식을 마무리했다. 왕위 계승식은 10월 29일 프놈펜에서 거행했다. 군주는 상징적이며, 실제 정치에는 관여하지 않는다. 노로돔 시하모니 현 국왕은 정치인보다는 예술에 정통하며, 캄보디아 전통춤에 조예가 깊고, 체코에서 오랫동안 체류를 했기에 체코어도 능숙하다.
캄보디아는 2006년 국제 투명성 기구가 조사한 국가 투명도 지수에서 163개국 중 151위를 차지했다. 2007년에는 179개국 중 162위를 차지했을 정도로 부정부패가 심각한 수준이다. 이는 라오스, 미얀마에 이어 동남아 3대 부패국에 손꼽힌다.
BBC는 캄보디아 정계에 부정부패가 만연하며, 미국을 비롯한 여러 나라에서 지원하는 국제 원조를 불법적으로 정치인들이 호주머니 속에 담는다고 보도하였다.
캄보디아의 부정 부패는 광범위한 소득 불균형을 이루어 빈부의 격차가 뚜렷하다.

### 대외 관계
캄보디아는 UN 회원국이며, 세계은행과 IMF의 특별 회원이다. 아시아개발은행(ADB)과 ASEAN 회원국이고, 2004년 WTO에 가입하였고, 2005년에는 동아시아 정상회의(EAS)에 참가하였다.
캄보디아는 많은 나라들과 외교 관계를 유지한다. 대부분의 동남아시아 이웃 나라들과 1973년 파리 협정에서 중요한 역할을 했던 미국, 오스트레일리아, 캐나다, 중국, 유럽 연합, 일본, 러시아 등과 수교 관계를 맺었다. 또한 캄보디아는 북한과 남한 모두와 수교 관계를 맺었다.
1970년과 80년의 격동이 지나가고, 이웃 국가들과 몇 차례의 국경 분쟁을 경험했다. 여전히 일부 도서와 베트남에 인접한 국경 및 태국과 접한 바다 경계는 여전히 분쟁의 대상이다.
2003년 1월, 프놈펜에서 태국의 인기 여배우의 발언으로 촉발된 앙코르 와트와 관련하여 소요가 발생했다. 캄보디아의 언론과 훈센 총리까지 곤욕을 치른 사건이었다. 당시 태국은 자국민을 보호하기 위해 국경을 폐쇄하고 전투기를 출격시키는 등의 조치를 취했다. 2003년 3월 21일, 캄보디아 정부에서 태국 대사관을 파괴한 보상금으로 600만 달러의 보상금을 지불하고 국경을 다시 개방했다.
2008년 태국과의 국경에 위치한 프레아 비헤아르 사원의 유네스코 세계유산 등록을 둘러싸고 태국과 군사 충돌이 일어났다.

## 경제

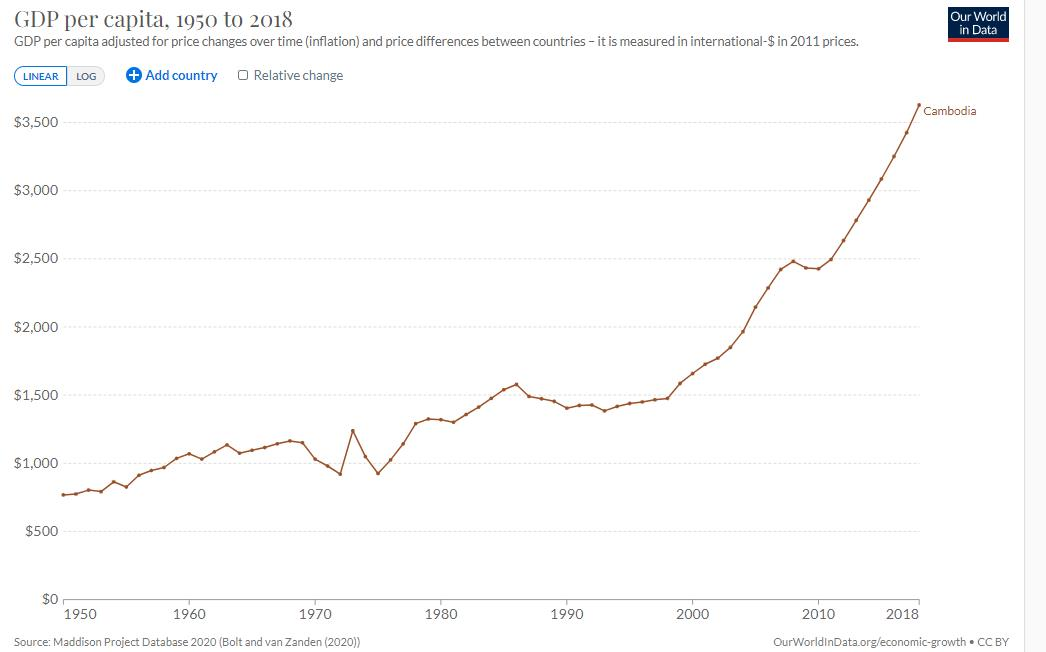
캄보디아의 1인당 실질 GDP 성장

2025년 캄보디아의 1인당 소득은 PPP 기준 8,678달러, 명목 기준 2,948달러이다. 유엔은 캄보디아를 최빈개도국(LDC)으로 지정했다. 대부분 농촌 가구는 농업 및 관련 부문에 의존하며, 쌀, 생선, 목재, 의류, 고무 등이 캄보디아의 주요 수출품이다. 국제미작연구소(IRRI)는 1960년대에 수집한 750종 이상의 전통적인 벼 품종을 필리핀에 위치한 종자은행에서 캄보디아로 다시 도입하였다.
국제 통화 기금(IMF)과 《이코노미스트》에 따르면 2001년부터 2010년까지 캄보디아 GDP 연평균 성장률은 7.7%로, 세계에서 가장 높은 성장률을 기록한 10개 국가 중 하나다. 관광 산업은 캄보디아에서 가장 빠르게 성장하는 산업으로, 1997년 219,000명이던 관광객 수는 2007년 200만 명을 돌파하였다. 2004년 인플레이션은 1.7%, 총 수출액은 16억 달러를 기록하였다.

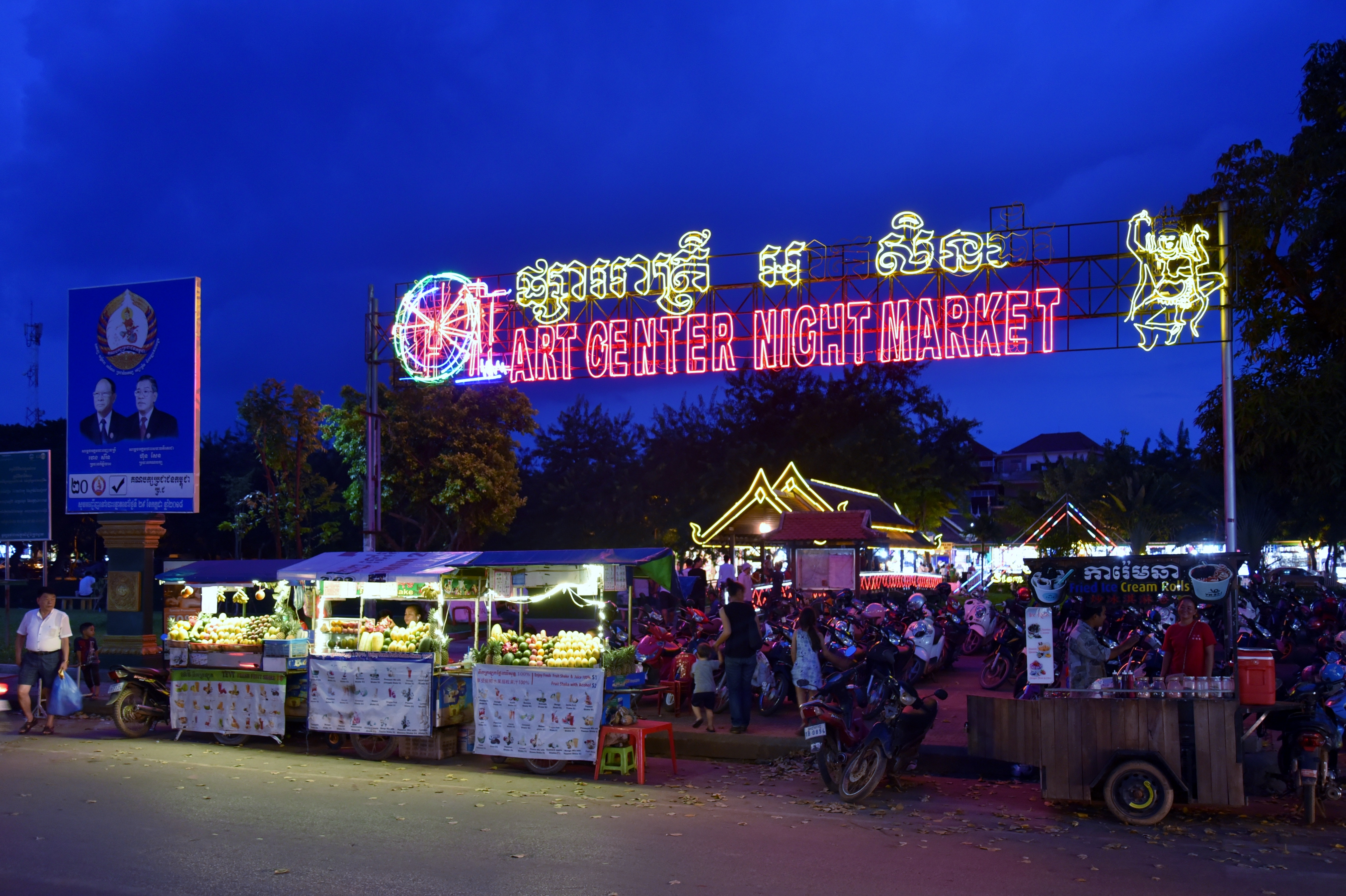
씨엠립의 야시장

2005년 캄보디아 영해에서 석유 및 천연가스 매장지가 발견되었으나, 태국과의 영토 분쟁 등으로 대부분 개발하지 못하였다.

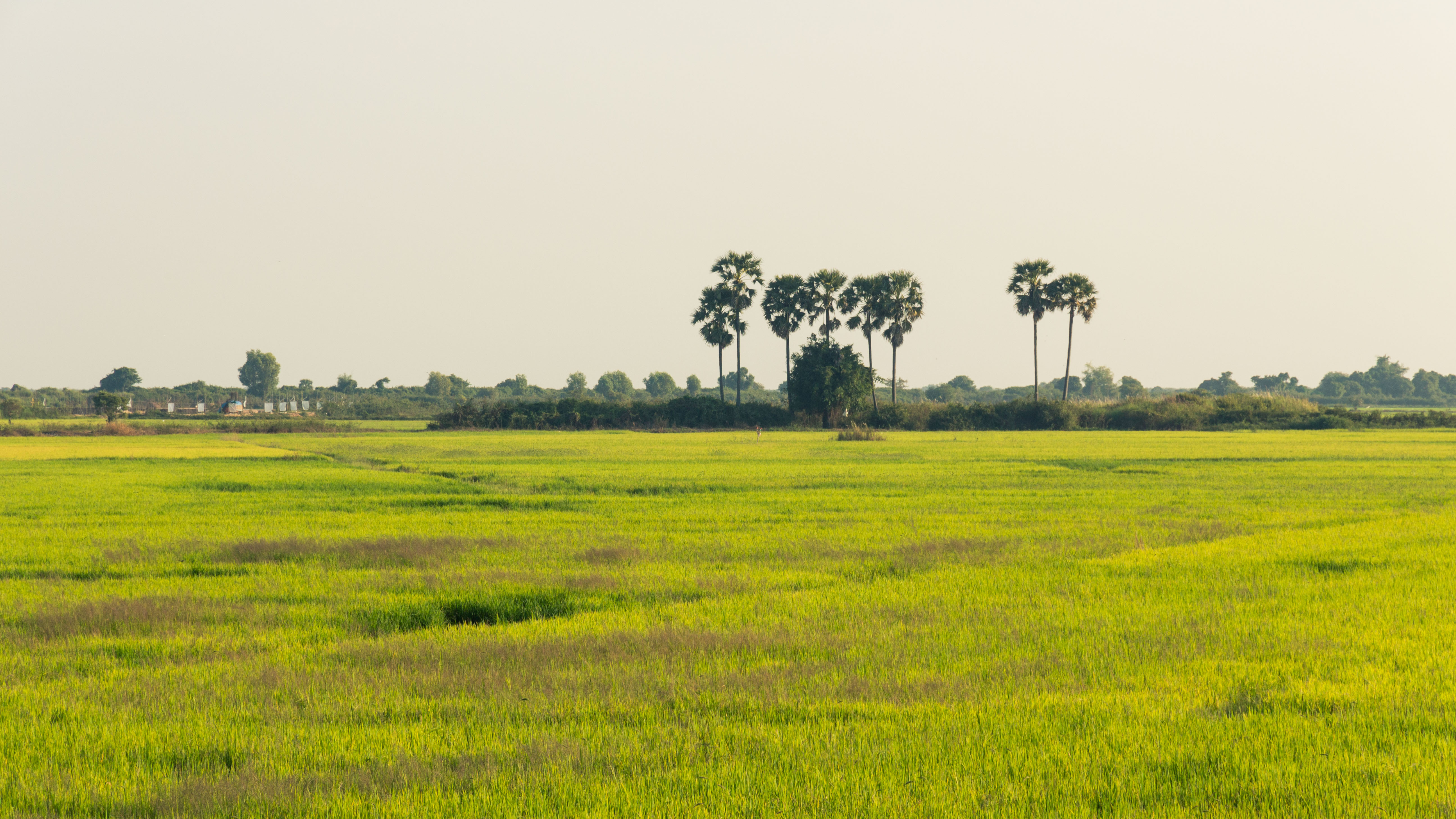
씨엠립 주의 논

캄보디아 중앙은행인 캄보디아 국립은행은 금융 부문의 규제를 담당하며, 외국인 직접 투자 유치를 촉진하는 역할도 수행한다. 2010년부터 2012년 사이, 은행 및 마이크로파이낸스 기관의 수는 31개에서 70개 이상으로 증가하며 금융 부문의 성장을 반영하였다. 하지만 여전히 민간 저축률이 매우 낮아 캄보디아 은행의 자체 투자 유도가 불가능하여 해외의 원조와 외국 자본에 의존도가 높다. 또한 잦은 내전으로 자국 화폐인 캄보디아 리엘의 가치와 신뢰도가 떨어져 미국 달러를 주요 통화로 사용한다.
2012년에는 캄보디아 신용정보국(Credit Bureau Cambodia)을 설립하여 캄보디아 국립은행이 감독하게 하였다.
캄보디아의 경제 발전에는 여러 장애 요소가 존재한다. 특히 고령층의 교육 수준이 낮고, 농촌 지역의 기반 시설이 미비한 점이 문제다. 또한 정치적 불안정성과 정부 부패는 외국인 투자를 저해하며, 국제 원조 유입에도 부정적인 영향을 미친다. 2004년 경제협력개발기구(OECD) 국가들은 캄보디아에 5억 400만 달러를 지원하였으며, 아시아 개발 은행(ADB)은 총 8억 5,000만 달러의 대출, 보조금 및 기술 지원을 제공하였다.
2015년 국제노동조합총연맹(ITUC)이 발표한 '글로벌 노동 권리 지수'에서 캄보디아는 최악의 노동권 환경을 가진 국가 중 하나로 분류했다.

### 농업
2018년 기준, 농업은 캄보디아 GDP의 22%를 차지하며 약 300만 명의 노동력을 고용하고 있다. 쌀이 주요 상품이다. 주요 2차 작물로는 옥수수, 카사바, 고구마, 땅콩, 콩, 참깨, 말린 콩, 고무 등이 있습니다.

### 섬유 산업
섬유 산업은 캄보디아 제조업의 가장 큰 부분을 차지하며, 전체 수출의 80%를 담당한다. 2012년 섬유 수출액은 46억 1천만 달러로 전년 대비 8% 증가하였다.
국제노동기구(ILO)와 세계은행 산하 국제금융공사(IFC)는 2001년부터 "Better Factories Cambodia" 프로그램을 운영하여 노동 환경 개선 및 산업 경쟁력 강화를 추진한다.

### 관광 산업

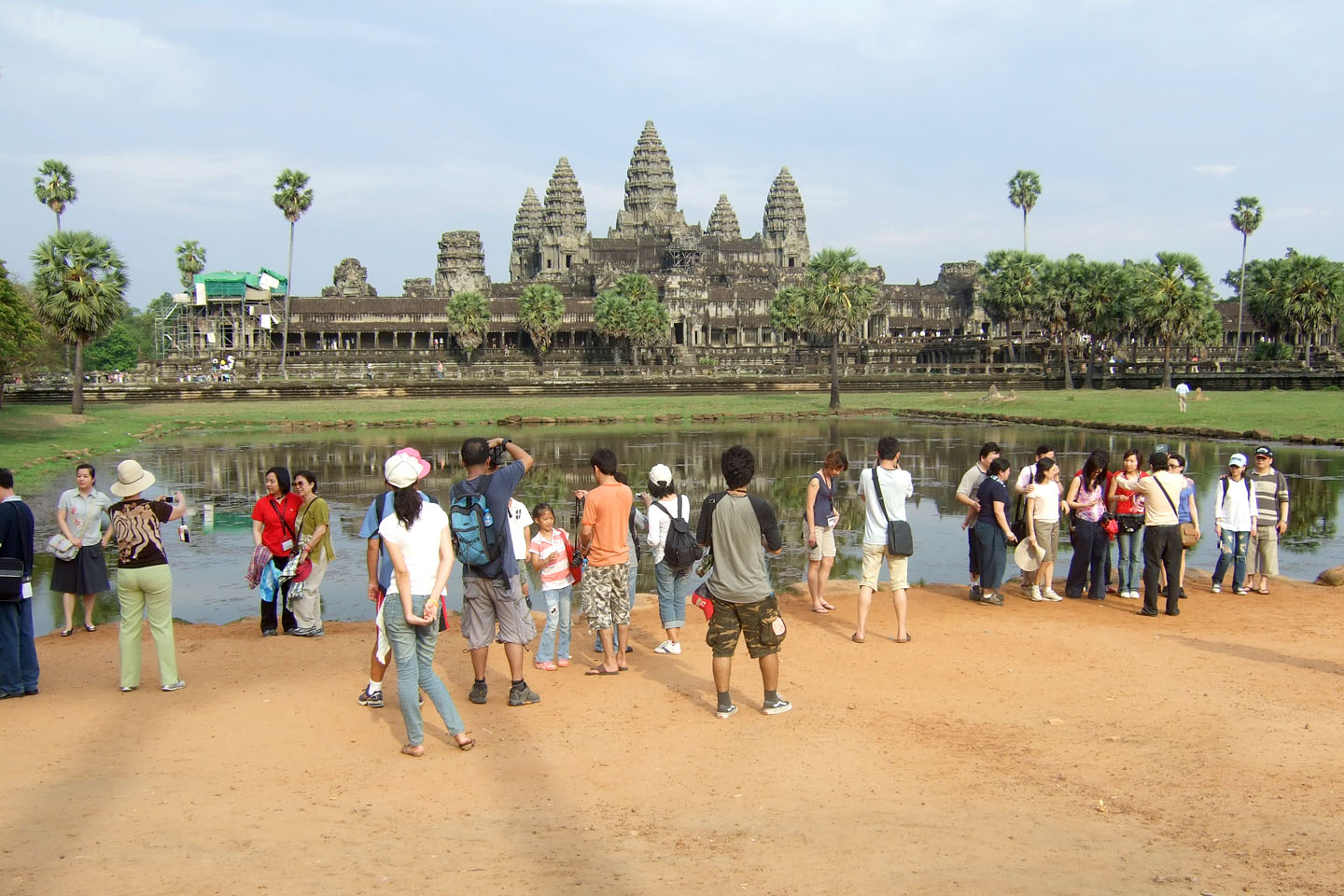
매년 약 260만 명의 관광객이 앙코르와트를 방문한다.

관광 산업은 캄보디아의 경화 확보에서 섬유 산업 다음으로 중요한 분야이다. 2018년 국제 방문객 수는 600만 명을 넘어 21세기 초반 대비 10배 증가하였다. 관광업은 캄보디아 전체 노동력의 약 26%를 차지하며, 이는 약 250만 개의 일자리를 창출한다.
프놈펜과 앙코르와트 외에도 시하누크빌의 해변, 바탐방, 캄포트, 케프주, 보꼬힐 스테이션 등이 주요 관광지로 손꼽는다. 1993년 UNTAC 선거 이후 비교적 안정된 기간 동안 관광 산업은 지속적으로 성장했다.

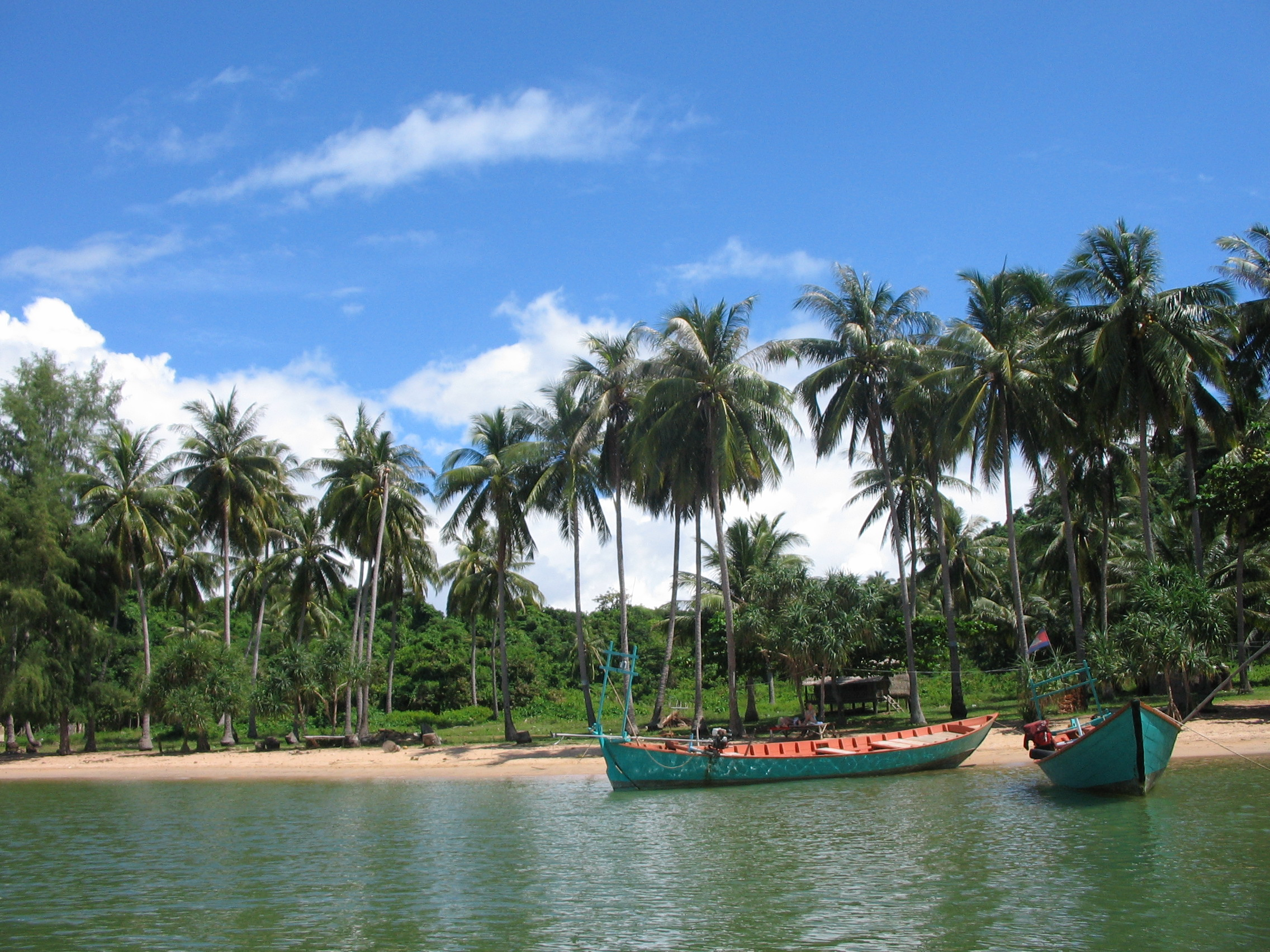
캄보디아 코톤사이(Koh Tonsay)의 토끼섬.

2018년에는 중국인 관광객이 가장 많았다. 관광 수익은 44억 달러를 넘었으며, 국내 총생산(GDP)의 약 10%를 차지한다. 주요 관광 명소로 앙코르와트 역사 공원, 시하누크빌 해변, 수도 프놈펜, 그리고 2014년 57개에서 150개로 증가한 카지노 등이 있다.
하지만 캄보디아는 일부 지역의 정치적 불안과 관광객 대상 범죄 사건으로 안전성에 국제적인 우려를 일으켰다.
한편, 기념품 산업은 주요 관광지 주변에서 많은 사람들에게 일자리를 제공하지만, 관광객 증가로 인해 현지 생산량이 수요를 따라가지 못하는 실정이다. 이에 따라 시장에서 판매하는 대부분의 기념품은 중국, 태국, 베트남에서 수입한다.

### 교통

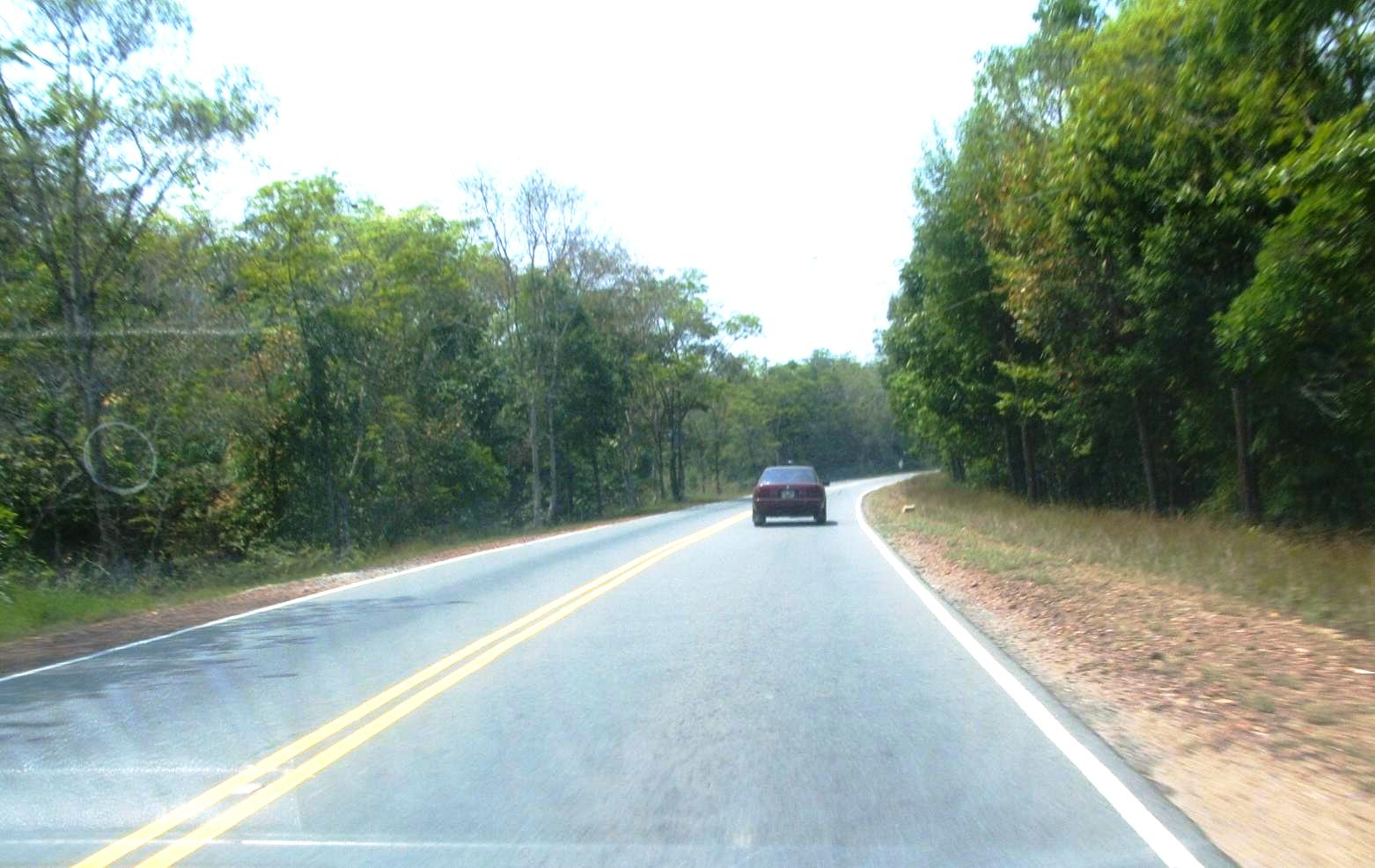
국도 4호선

내전과 관리 부족으로 캄보디아 교통 시스템은 심각한 피해를 입었다. 그러나 여러 국가의 지원을 받아 주요 도로가 국제 기준에 맞게 개보수하였으며, 2006년 이후 대부분 크게 개선되었다. 현재 주요 도로는 대부분 포장하였다.
캄보디아에는 총 연장 약 613 km 의 단선 1미터 협궤 철도가 존재한다. 철도는 수도 프놈펜에서 남부 해안 도시 시아누크빌까지 연결한다. 최근 수도와 남부 지역 주요 도시 간의 정기 여객 열차 운행을 재개했다. 또한 프놈펜에서 시소폰까지 철도를 연결했으며, 대부분 바탐방까지만 운행한다. 1987년 당시 프놈펜과 바탐방 간에 주 1회만 여객 열차를 운행했으나, 아시아 개발은행(ADB)이 철도 재건 사업에 1억 4,100만 달러를 지원하여 방콕과 호찌민을 연결하는 물류 및 산업 네트워크 구축을 진행 중이다.
프놈펜과 시아누크빌을 연결하는 주요 도로 외에도, 기존 비포장 도로를 포장하고 5개의 주요 강을 연결하는 교량을 건설하여서 코콩을 거쳐 태국과 연결 도로망을 완성했다.

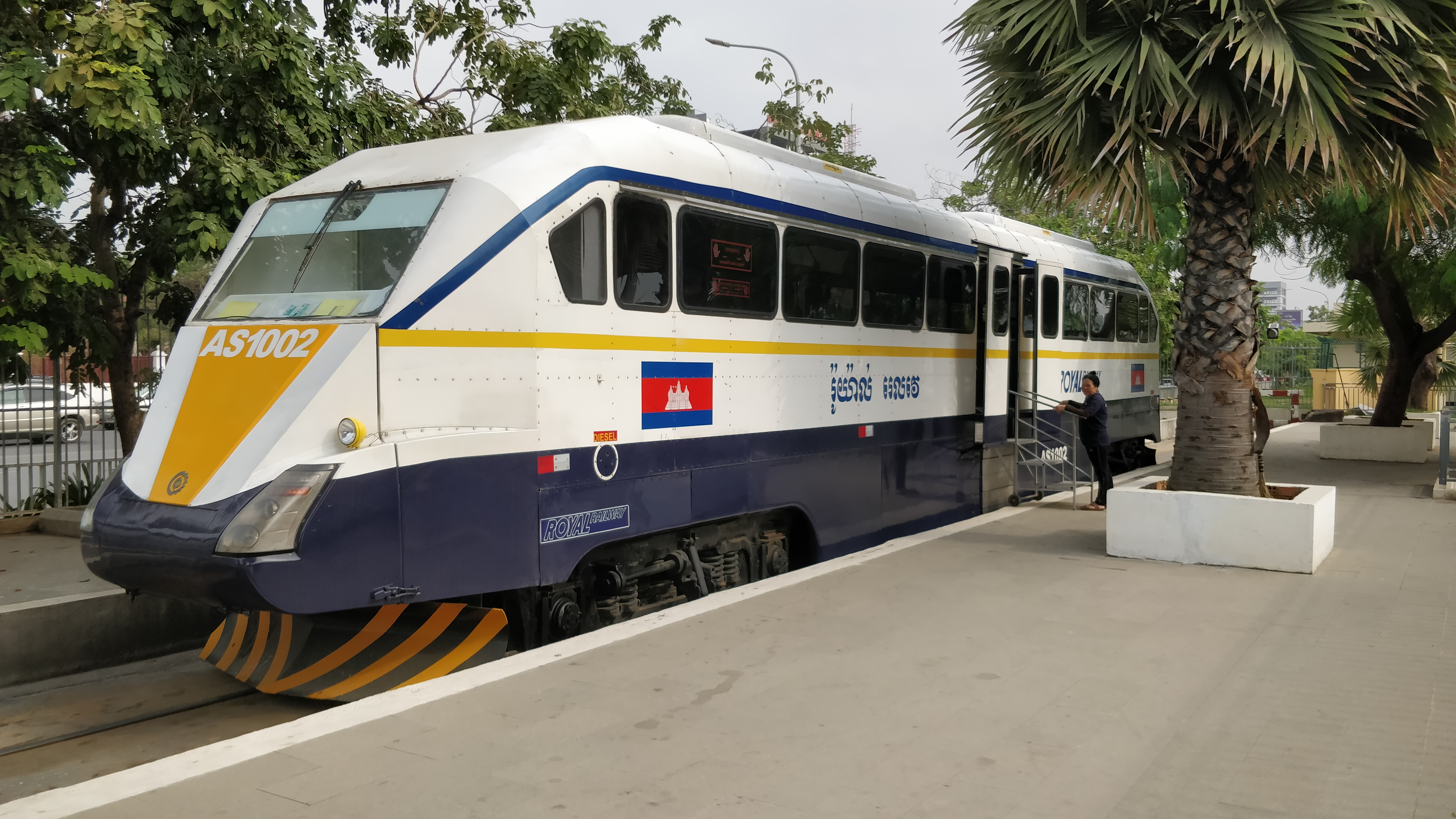
프놈펜 공항 셔틀 열차

캄보디아의 교통사고율은 세계적으로 높은 수준이다. 2004년 기준, 차량 1만 대당 도로 교통 사망자 수는 선진국보다 10배 이상 많았으며, 3년 동안 사망자 수가 두 배 증가했다.
캄보디아는 내륙 수로가 발달했다. 역사적으로 국제 무역에 중요한 역할을 해왔다. 메콩강, 톤레삽강과 그 지류, 그리고 톤레삽 호수를 포함한 내륙 수로는 연중 3,700 킬로미터 (2,300 마일)에 걸쳐 수심 0.6m 이상인 선박이 항해하며, 추가로 282 킬로미터 (175 마일) 구간은 1.8m 깊이다.
캄보디아에 주요 항구가 두 곳 있으며, 프놈펜과 시아누크빌이 대표적이다. 프놈펜항은 바싹강, 메콩강, 톤레삽강이 합류하는 지점에 위치하며, 우기에는 최대 8,000톤급, 건기에는 5,000톤급 선박이 입항하는 강항이다.
경제 발전과 함께 자동차 이용이 증가하고 있지만, 여전히 오토바이가 주요 교통수단이다. 1990년대까지 프랑스식 인력거인 "사이클로"(Cyclo)가 인기가 있었다. 현재는 오토바이에 객실을 연결한 레모크(Remorque)나 인도에서 수입한 릭샤를 점점 더 많이 사용한다. 캄보디아 사이클로는 운전자가 승객석 뒤에 앉는 독특한 형태다.
캄보디아에 3개의 상업 공항이 있으며, 2018년에는 총 1,000만 명의 승객을 맞이했다. 현재 프놈펜 국제공항이 가장 바쁜 공항이며, 앙코르 국제공항이 그 뒤를 잇는다. 테초 국제공항을 프놈펜 국제공항과 대체하려고 건설 중이다.

## 사회

### 주민
주민은 크메르족이 90%이며, 크메르어가 공식 언어이다. 나머지는 베트남계 5%, 중국계 1%, 기타 4% 등으로 구성되어 있다. 크메르어는 오스트로 아시아어군의 몽크메르 하위계보이다. 인도차이나계의 프랑스어가 한때는 사용되었고, 지금도 일부는 사용하고 있으며, 과거 식민지 유물로 대부분 오래된 캄보디아 사람들은 제2 외국어로 사용하고 있다. 아직도 일부 학교와 대학교에서는 프랑스 정부의 기금을 지원받아 프랑스어를 가르치고 있다. 캄보디아 프랑스어는 캄보디아에서 발견할 수 있으며 주로 정부기관에서 사용되는 방언이 섞인 프랑스어이다. 최근 수십 년 동안은 많은 젊은 캄보디아인들과 사업에 종사하는 사람들은 사용활용범위가 넓은 영어를 더 선호한다. 주요 도시와 여행자 센터에서는 영어가 폭넓게 사용되며, 대부분의 학교에서 가르치는 과목이기도 하다. 시골로 내려가도 불교 사원의 승려 등을 포함하여 많은 젊은 사람들이 영어를 구사한다.
주요 종교로는 크메르 루주에 의해 박해를 받았던 소승 불교가 95%, 이슬람교 3%, 기독교가 2% 정도를 차지하고 있다.

### 언어
1993년 9월 23일 헌법 5조에 의하면 "공식어와 공식문자는 크메르어와 크메르 문자이다."라고 규정하고 있다. 영어는 프랑스어를 대체하고 이 나라의 제2 언어로 각광받고 있다. 소수 언어로는 중국어, 태국어 등이 있다.

### 교육
인간개발지수는 중간이고 문맹률은 높은 편이다.

### 범죄
2017년 캄보디아의 살인율은 인구 10만 명당 2.4건이었다.
캄보디아에서 성매매는 불법이지만, 여전히 만연한 것으로 보인다. 1993년에 실시된 여성 대상 성매매 관련 인터뷰에서 응답자의 3/4이 성매매를 사회적 규범으로 여기며 부끄럽지 않은 직업이라고 생각하는 것으로 나타났다. 같은 해, 캄보디아에는 약 10만 명의 성매매 종사자가 있는 것으로 추정되었다.
2019년 8월 18일, 훈 센 총리는 캄보디아 재무부가 새로운 온라인 도박 면허를 발급하는 것을 금지하는 지시를 내렸다. 또한, 기존 면허 보유자는 면허가 만료될 때까지만 운영이 허용되었다. 이 지시에서는 "일부 외국인들이 이 형태의 도박을 이용해 국내외 피해자를 속이고 있다"는 점을 금지의 이유로 들었다. 캄보디아 정부는 해당 정책 발표 이전까지 150건 이상의 온라인 도박 면허를 발급한 바 있다.

## 문화

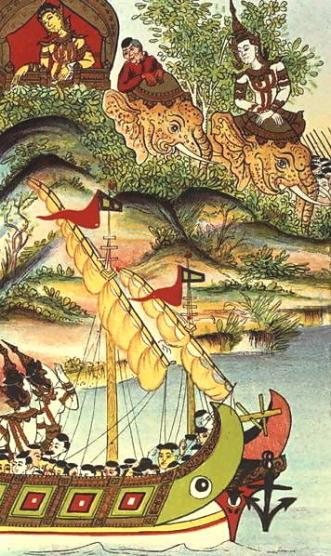
19세기 삽화로 그려진 캄보디아 문학의 《보르봉과 소르봉(Vorvong & Sorvong)》 이야기

캄보디아 문화는 상좌부 불교, 힌두교, 프랑스 식민주의, 앙코르 문화, 현대 세계화 등의 다양한 요인의 영향을 받아 형성되었다. 캄보디아 문화예술부는 캄보디아 문화를 장려하고 발전시키는 역할을 맡고 있다. 캄보디아 문화는 크메르 크롬(저지대 크메르족)뿐만 아니라 약 20개의 서로 다른 문화적 특징을 가진 고산 부족(일반적으로 크메르 르우라고 불림)도 포함한다. ‘크메르 르우’라는 용어는 노로돔 시아누크에 의해 고산 지역과 저지대 지역 간의 단결을 장려하기 위해 만들어졌다.
캄보디아의 농촌 지역에서는 크러마(krama)라고 불리는 스카프를 착용하는 것이 일반적이며, 이는 캄보디아 전통 의상의 독특한 요소 중 하나이다. 삼피어(sampeah)는 상대방에 대한 존경을 표하거나 인사를 할 때 사용되는 전통적인 크메르식 인사법이다. 크메르 문화는 크메르 제국에 의해 발전하고 전파되었으며, 라오스와 태국과도 교류하며 독특한 춤, 건축, 조각 양식을 형성하였다. 앙코르와트(앙코르는 '도시', 와트는 '사원'이라는 의미)는 앙코르 시대의 크메르 건축 양식을 가장 잘 보존한 예이며, 이 외에도 수백 개의 사원이 해당 지역에서 발견되었다.
전통적으로, 크메르족은 정보를 패엽(Tra) 에 기록하였다. 뜨라 잎 책자에는 크메르 민담, 라마야나, 불교 기원 이야기 및 기타 기도서 등이 기록되어 있으며, 습기와 기후로부터 보호하기 위해 천으로 싸서 보관되었다.
크메르 물 축제(Bon Om Touk, 캄보디아 물과 달 축제)은 매년 열리는 캄보디아의 대표적인 축제로, 가장 많은 인원이 참석하는 국가 행사이다. 이 축제는 우기가 끝나고 메콩강의 수위가 낮아지면서 톤레삽 강이 역류하는 시기에 열린다. 매년 캄보디아 인구의 약 10%가 이 행사에 참가하여 게임을 즐기고, 달에 감사를 표하며, 불꽃놀이를 감상하고, 음식을 나누며 보트 경주를 관람하는 등 축제 분위기를 만끽한다.
인기 있는 스포츠로는 축구, 세이(sey, 족구와 유사한 놀이), 그리고 크메르 체스 등이 있다. 캄보디아 설날은 전통적인 인도 태양력과 상좌부 불교의 영향을 받은 주요 명절로, 매년 4월에 열린다. 최근의 유명 예술인으로는 신 시사무트, 로스 세레이 소테아(이후 프리업 소밧, 소쿤 니사 등) 등이 있으며, 이들은 캄보디아 음악에 새로운 스타일을 도입하였다.
캄보디아인들은 매년 프춤번(Pchum Ben, 조상제 또는 죽은 자의 축제) 기간 동안 전국의 사원을 방문한다. 15일간 진행되는 이 행사에서는 죽은 조상의 영혼을 위해 기도하고 음식을 바치는 의식을 치른다. 많은 캄보디아인들에게 이 축제는 1975~1979년 크메르 루주 정권 시기에 희생된 가족과 친지를 기리는 시간이기도 하다.

### 종교
종교는 95%가 소승 불교이다. 그외 이슬람교, 로마 가톨릭, 개신교, 힌두교순이다.

### 캄보디아
- 캄보디아 왕실 홈페이지
- 캄보디아 외무부

### 대한민국
- 주 캄보디아 대한민국 대사관